# Bisamberg
Bisamberg est le nom d'une colline ainsi que d'une commune situés au nord de Vienne, sur la rive gauche du Danube, à cheval entre les Länder Vienne et Basse-Autriche.
Du fait de sa situation géographique à la porte de Vienne, les villages des environs furent régulièrement brulés et pillés. Ses forêts furent largement déboisées dans un souci de mieux défendre ce point stratégique.
Durant la Seconde Guerre mondiale, des tours de défense antiaérienne ainsi que des projecteurs y furent installés, et une partie de la colline servit de terrain d'entrainement pour les troupes.
Située dans une zone de rencontre de deux climats différents, entre un vent d'Ouest humide et un vent du Sud-Est sec, le Bisamberg est un terrain propice à la viticulture.
Le 28 mai 1933, le premier émetteur à ondes moyennes d'Autriche y fut installé. Le choix du site s'explique par son relatif éloignement de Vienne (et donc d'éventuelles sources de perturbations) mais malgré tout à proximité des sources d'approvisionnement de la ville. En 1959, deux antennes géantes y furent implantées, dont l'une, haute de 265 mètres, est le monument le plus élevé d'Autriche. Du temps de la guerre froide, l'ORF y émettait des informations en plusieurs langues à destination de la population d'Europe Centrale. Cette émission prit fin momentanément en 1995, puis reprit en 1997 sur la fréquence 1476 kHz.

## Personnalités liées à la commune
- Otto Abensberg und Traun (1848-1899), homme politique austro-hongrois, est né à Bisamberg